# Черкезі
Черке́зі (мак. Черкези) — село у Північній Македонії, входить до складу общини Куманово Північно-Східного регіону.
Населення — 3741 особа (перепис 2002) в 666 господарствах.